# Urkabustaiz
Urkabustaiz – gmina w Hiszpanii, w prowincji Araba, w Kraju Basków, o powierzchni 60,49 km². W 2011 roku gmina liczyła 1350 mieszkańców.